# Ana Carolina Azevedo
Ana Carolina de Jesus Azevedo, född 19 maj 1998, är en brasiliansk friidrottare som tävlar i kortdistanslöpning. Hon deltog vid olympiska sommarspelen 2020 och 2024.
Azevedo har blivit brasiliansk mästare nio gånger: 100 meter (2024), 200 meter (2020, 2021 och 2024), 4×100 meter (2018, 2021, 2023 och 2024) och 4×400 meter (2024).

## Personliga rekord
- 100 meter: 11,18 s, 27 juni 2024 i São Paulo
  - 60 meter (inomhus): 7,16 s, 22 februari 2025 i Cochabamba
- 200 meter: 22,91 s, 27 april 2024 i São Bernardo do Campo
- 400 meter: 52,70 s, 16 mars 2024 i São Bernardo do Campo